# Эмиграция из Молдовы
Эмиграция из Молдавии является массовым явлением, которое оказывает существенное влияние на демографию и экономику государства.

## Обзор
Столкнувшись с экономическим нестабильностью, резким падением уровня доходов и стремительно растущей безработицей, которые сопровождали распад Советского Союза, граждане начали эмигрировать из Молдавии в больших масштабах в первой половине 1990-х годов. По подсчётам Службы информации и безопасности Республики Молдова, от 1 200 000 до двух миллионов молдавских граждан (что составляет почти 45% от общего числа населения в 3,6 млн. человек) работают за рубежом, причём абсолютное большинство из них ― нелегально. Только около 80 000 пребывают в чужих странах легально. Россия (особенно Москва и Подмосковье), Италия, Украина, Румыния, Португалия, Испания, Греция, Турция и Израиль являются основными направлениями эмиграции (перечислены в порядке убывания значимости). Из-за тайного характера этих миграционных потоков никакой официальной статистики по этой теме не существует. Считается, что около 500 000 молдаван работают в России, преимущественно в сфере строительства. По другим оценкам, в Италии также находится около 500 000 граждан республики.
Молдавские граждане выбирают для трудовой миграции в основном  те страны, где большинство говорят на русском (Россия, Израиль, реже - Украина) или же мигрируют в романоговорящие страны (из-за схожести родного языка). Русские и украинцы едут в Россию или на Украину, тюркоязычные гагаузы  ― в Турцию.
Денежные переводы от молдавских граждан за рубежом, по данным на 2014 год, составляют почти 24,9% молдавского ВВП, эта цифра является пятым самым высоким процентом в мире по данному показателю.
Резкое увеличение числа мигрантов вынудило Берлин выступить с предложением в адрес Кишинева об упрощенной процедуре высылки лиц, незаконно пересекших границу. Германия и Молдавия договорились об упрощенной процедуре высылки не имеющих право на пребывание в ФРГ молдавских граждан. МВД и МИД Германии 26 сентября 2018 года подписали соглашение об этом с министерством внутренних дел Молдавии.
Согласно их договоренностям, с этого момента германские власти сами смогут выдавать нелегально находящимся в ФРГ мигрантам из Молдавии документы, заменяющие их паспорт, и с ними высылать их на родину.
Ранее для того, чтобы выслать мигранта из Молдавии, у которого нет при себе документов, требовалось, чтобы он после установления личности восстановил свой паспорт.
Федеральное министерство внутренних дел Германии обеспокоено ростом числа просителей убежища из Молдавии. Об этом сообщило агентство DPA со ссылкой на письмо секретаря МВД Гельмута Тайхмана сенатору в Берлине по вопросам интеграции Эльке Брайтенбаху.
Тайхман в письме объяснил, что в 2021 году немецкое Федеральное управление по миграции и беженцам в 2021 году приняло 1500 решений о предоставлении убежища, и ни в одном из случаев не было необходимости предоставлять просителям международную защиту. Такое развитие событий он назвал «взрывоопасным» злоупотреблением со стороны мигрантов.
По данным DPA, в августе 2021 года от граждан Молдавии поступило 431 заявление на предоставление убежища в Германии. Таким образом, республика вышла на пятое место по этому показателю после Сирии, Афганистана, Ирака и Турции.